# Mesogastropoda

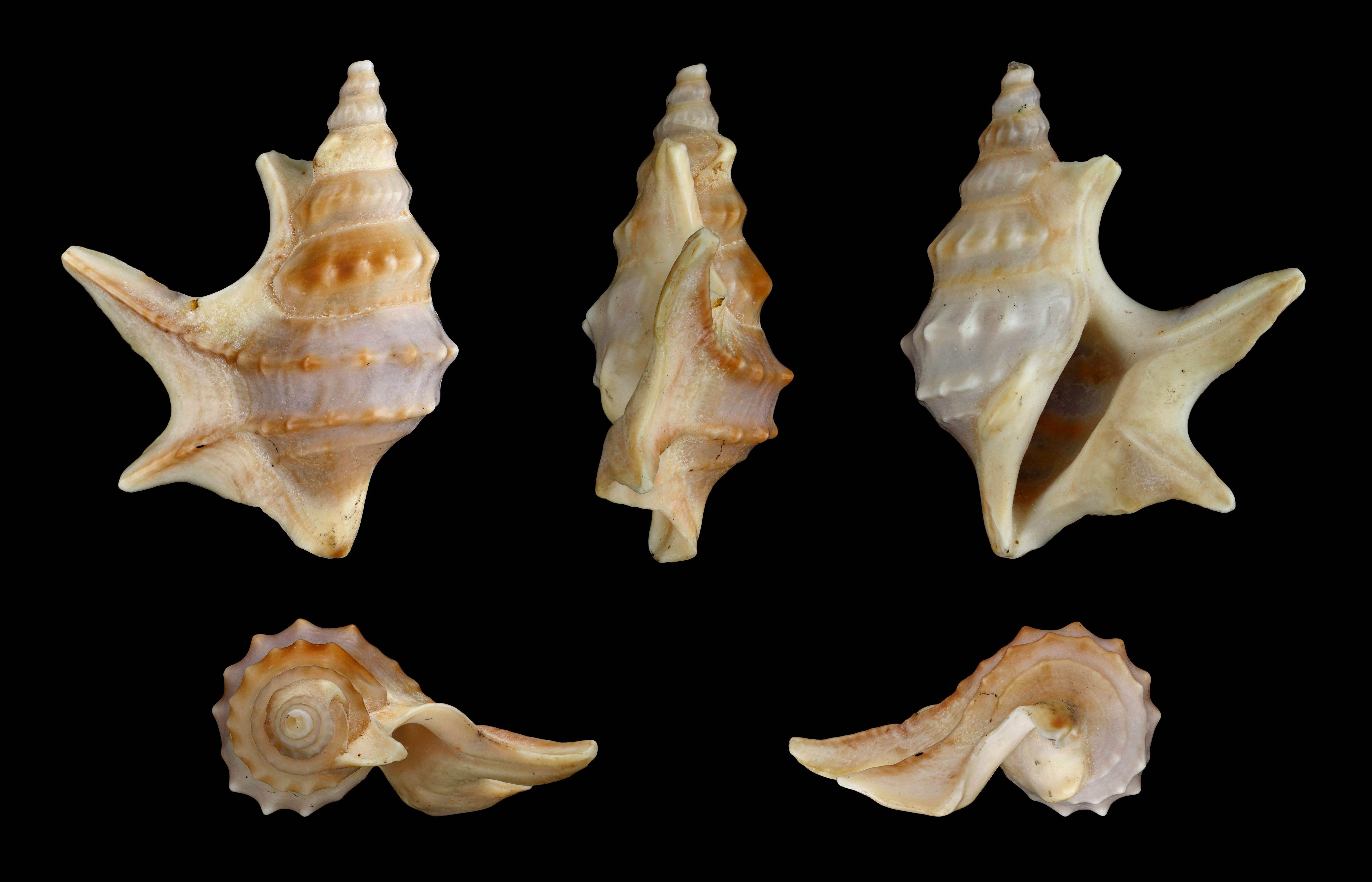
Aporrhais pespelecani

Os mesogasterópodos (Mesogastropoda) são de uma ordem tradicional dos gastrópodos prosobranquios, junto com Archaeogastropoda e Neogastropoda. Esta ordem foi introdizida por J. Thiele no seu trabalho de 1921. Há cerca de 30.000 espécies. Muitas se encontram no mar, numerosas espécies de água doce, e pouca sobre a terra. Muitos são herbívoros.